# Skibob-Weltmeisterschaften 2004
Die 28. Skibob-Weltmeisterschaften fanden von 7. bis 11. März 2004 in Gosau in Oberösterreich statt. Ausgetragen wurden die Disziplinen Super-G, Riesenslalom und Slalom. Medaillen wurden außerdem in der Kombinationswertung vergeben. Für die Organisation zeichneten der Skibobclub (SBC) Linz und die ASKÖ Gosau verantwortlich.

## Teilnehmer
Teilnehmerländer und Anzahl der Starter in Klammern:
| Europa (10 Länder)                                                           | Europa (10 Länder)                                                     | Europa (10 Länder) |
| ---------------------------------------------------------------------------- | ---------------------------------------------------------------------- | ------------------ |
| - Deutschland (7) - England (4) - Finnland (1) - Österreich (18) - Polen (3) | - Schweiz (5) - Tschechien (16) - Türkei (2) - Ukraine (1) - Wales (1) |                    |
| Asien (1 Land)                                                               |                                                                        |                    |
| - Japan (1)                                                                  |                                                                        |                    |

## Medaillenspiegel
Berücksichtigt sind nur die Rennen in der allgemeinen Klasse.
| Platz | Land       |   |   |   |    |
| ----- | ---------- | - | - | - | -- |
| 1     | Tschechien | 4 | 6 | 5 | 15 |
| 2     | Österreich | 4 | 1 | 2 | 7  |
| 3     | Schweiz    | – | 1 | 1 | 2  |

## Herren

### Super-G
| Platz | Land | Sportler           | Zeit (min) |
| ----- | ---- | ------------------ | ---------- |
| 01    | AUT  | Markus Moser       | 1:38,48    |
| 02    | SUI  | Franz Tschümperlin | 1:40,85    |
| 03    | SUI  | Björn Walter       | 1:41,56    |
| 04    | AUT  | Christian Ablinger | 1:41,58    |
| 05    | CZE  | David Krejčí       | 1:42,03    |
| 06    | CZE  | Stanislav Ježek    | 1:43,24    |
| 07    | CZE  | Dušan Kudrnovský   | 1:43,54    |
| 08    | AUT  | Klaus Mayrhofer    | 1:43,59    |
| 09    | CZE  | Aleš Housa         | 1:43,66    |
| 10    | CZE  | Tomáš Maťátko      | 1:43,92    |

Datum: 8. März, 10:00 Uhr

Strecke: Hornspitz

Starthöhe: 1140 m, Zielhöhe: 750 m

Höhenunterschied: 390 m, Länge: 2200 m

Kurssetzer: Alois Fischbauer (AUT), 28 Tore
38 Sportler am Start, davon 35 klassiert

Titelverteidiger:  Štěpán Hlaváč

### Riesenslalom
| Platz | Land | Sportler           | Zeit (min) |
| ----- | ---- | ------------------ | ---------- |
| 01    | AUT  | Markus Moser       | 2:22,56    |
| 02    | CZE  | Štěpán Hlaváč      | 2:23,86    |
| 03    | CZE  | David Krejčí       | 2:24,60    |
| 04    | CZE  | Stanislav Ježek    | 2:24,75    |
| 05    | CZE  | Aleš Housa         | 2:25,01    |
| 06    | CZE  | Dušan Kudrnovský   | 2:25,12    |
| 07    | SUI  | Franz Tschümperlin | 2:25,25    |
| 08    | CZE  | Petr Prouza        | 2:26,12    |
| 09    | AUT  | Christian Ablinger | 2:26,55    |
| 10    | CZE  | Tomáš Maťátko      | 2:26,96    |

Datum: 9. März, 10:00 Uhr bzw. 12:30 Uhr

Strecke: Hornspitz

Starthöhe: 1070 m, Zielhöhe: 750 m

Höhenunterschied: 320 m, Länge: 1700 m

Kurssetzer 1. Durchgang: Alois Fischbauer (AUT), 39 Tore

Kurssetzer 2. Durchgang: Pavel Hlaváč (CZE), 42 Tore
38 Sportler am Start, davon 33 klassiert

Ausgeschieden: Björn Walter (SUI)
Titelverteidiger:  Björn Walter

### Slalom
| Platz | Land | Sportler           | Zeit (min) |
| ----- | ---- | ------------------ | ---------- |
| 01    | AUT  | Markus Moser       | 1:34,34    |
| 02    | CZE  | David Krejčí       | 1:36,05    |
| 03    | CZE  | Aleš Housa         | 1:36,53    |
| 04    | CZE  | Stanislav Ježek    | 1:36,77    |
| 05    | CZE  | Tomáš Maťátko      | 1:36,84    |
| 06    | CZE  | Dušan Kudrnovský   | 1:37,14    |
| 07    | CZE  | Petr Prouza        | 1:37,79    |
| 08    | AUT  | Christian Ablinger | 1:37,84    |
| 09    | CZE  | Štěpán Hlaváč      | 1:39,10    |
| 10    | SUI  | Franz Tschümperlin | 1:39,11    |

Datum: 10. März, 10:00 Uhr bzw. 12:30 Uhr

Strecke: Hornspitz

Starthöhe: 953 m, Zielhöhe: 805 m

Höhenunterschied: 148 m, Länge: 650 m

Kurssetzer 1. Durchgang: Petra Gamper (AUT), 46 Tore

Kurssetzer 2. Durchgang: Pavel Hlaváč (CZE), 38 Tore
37 Sportler am Start, davon 31 klassiert

Ausgeschieden u. a.: Björn Walter (SUI)
Titelverteidiger:  Markus Moser

### Kombination
| Platz | Land | Sportler           | Zeit (min) |
| ----- | ---- | ------------------ | ---------- |
| 01    | AUT  | Markus Moser       | 5:35,38    |
| 02    | CZE  | David Krejčí       | 5:42,68    |
| 03    | CZE  | Stanislav Ježek    | 5:44,76    |
| 04    | CZE  | Aleš Housa         | 5:45,20    |
| 05    | SUI  | Franz Tschümperlin | 5:45,21    |
| 06    | CZE  | Dušan Kudrnovský   | 5:45,80    |
| 07    | AUT  | Christian Ablinger | 5:45,97    |
| 08    | CZE  | Tomáš Maťátko      | 5:47,72    |
| 09    | CZE  | Petr Prouza        | 5:48,41    |
| 10    | CZE  | Štěpán Hlaváč      | 5:49,11    |

Das Ergebnis der Kombination setzt sich aus den addierten Zeiten von Super-G, Riesenslalom und Slalom zusammen.

28 Sportler klassiert
Titelverteidiger:  Markus Moser

## Damen

### Super-G
| Platz | Land | Sportler             | Zeit (min) |
| ----- | ---- | -------------------- | ---------- |
| 01    | CZE  | Petra Poláková       | 1:47,60    |
| 02    | CZE  | Alena Housová        | 1:48,05    |
| 03    | AUT  | Kerstin Mörtenhuemer | 1:48,92    |
| 04    | AUT  | Petra Mörtenhuemer   | 1:49,28    |
| 05    | CZE  | Klára Hofmanová      | 1:51,13    |
| 06    | CZE  | Karolína Bartošová   | 1:51,43    |
| 07    | AUT  | Lisa Zaff            | 1:53,44    |
| 08    | POL  | Sylwia Kawik         | 1:54,00    |
| 09    | GER  | Elisa Bachmann       | 1:56,42    |
| 10    | FIN  | Petra Pölönen        | 2:07,99    |

Datum: 8. März, 10:00 Uhr

Strecke: Hornspitz

Starthöhe: 1140 m, Zielhöhe: 750 m

Höhenunterschied: 390 m, Länge: 2200 m

Kurssetzer: Alois Fischbauer (AUT), 28 Tore
10 Sportlerinnen am Start, davon 10 klassiert

Titelverteidigerin:  Alena Housová

### Riesenslalom
| Platz | Land | Sportler             | Zeit (min) |
| ----- | ---- | -------------------- | ---------- |
| 01    | CZE  | Alena Housová        | 2:31,56    |
| 02    | CZE  | Petra Poláková       | 2:31,83    |
| 03    | AUT  | Petra Mörtenhuemer   | 2:32,46    |
| 04    | AUT  | Kerstin Mörtenhuemer | 2:34,60    |
| 05    | CZE  | Klára Hofmanová      | 2:36,01    |
| 06    | CZE  | Karolína Bartošová   | 2:37,23    |
| 07    | AUT  | Lisa Zaff            | 2:39,75    |
| 08    | GER  | Elisa Bachmann       | 2:41,50    |
| 09    | AUT  | Kerstin Mayrhofer    | 2:43,00    |
| 10    | FIN  | Petra Pölönen        | 3:05,07    |

Datum: 9. März, 10:00 Uhr bzw. 12:30 Uhr

Strecke: Hornspitz

Starthöhe: 1070 m, Zielhöhe: 750 m

Höhenunterschied: 320 m, Länge: 1700 m

Kurssetzer 1. Durchgang: Alois Fischbauer (AUT), 39 Tore

Kurssetzer 2. Durchgang: Pavel Hlaváč (CZE), 42 Tore
11 Sportlerinnen am Start, davon 10 klassiert

Titelverteidigerin:  Petra Poláková

### Slalom
| Platz | Land | Sportler             | Zeit (min) |
| ----- | ---- | -------------------- | ---------- |
| 01    | CZE  | Alena Housová        | 1:41,04    |
| 02    | CZE  | Karolína Bartošová   | 1:45,50    |
| 03    | CZE  | Klára Hofmanová      | 1:46,27    |
| 04    | AUT  | Kerstin Mörtenhuemer | 1:46,30    |
| 05    | POL  | Sylwia Kawik         | 1:49,95    |
| 06    | AUT  | Kerstin Mayrhofer    | 1:50,32    |
| 07    | AUT  | Lisa Zaff            | 1:58,38    |
| 08    | FIN  | Petra Pölönen        | 2:09,70    |

Datum: 10. März, 10:00 Uhr bzw. 12:30 Uhr

Strecke: Hornspitz

Starthöhe: 953 m, Zielhöhe: 805 m

Höhenunterschied: 148 m, Länge: 650 m

Kurssetzer 1. Durchgang: Petra Gamper (AUT), 46 Tore

Kurssetzer 2. Durchgang: Pavel Hlaváč (CZE), 38 Tore
11 Sportlerinnen am Start, davon 8 klassiert

Ausgeschieden: Petra Mörtenhuemer (AUT), disqualifiziert: Petra Poláková (CZE)
Titelverteidigerin:  Alena Housová

### Kombination
| Platz | Land | Sportler             | Zeit (min) |
| ----- | ---- | -------------------- | ---------- |
| 01    | CZE  | Alena Housová        | 6:00,65    |
| 02    | AUT  | Kerstin Mörtenhuemer | 6:09,82    |
| 03    | CZE  | Klára Hofmanová      | 6:13,41    |
| 04    | CZE  | Karolína Bartošová   | 6:14,16    |
| 05    | AUT  | Lisa Zaff            | 6:31,57    |
| 06    | FIN  | Petra Pölönen        | 7:22,76    |

Das Ergebnis der Kombination setzt sich aus den addierten Zeiten von Super-G, Riesenslalom und Slalom zusammen.

6 Sportlerinnen klassiert
Titelverteidigerin:  Alena Housová

## Altersklassen
Neben den Herren- und Damenrennen in der allgemeinen Klasse wurden in allen Disziplinen auch die männlichen Weltmeister in der Jugendklasse ermittelt. Die Weltmeisterschaften in den übrigen Klassen (Schüler, Jugend weiblich und Altersklassen) wurden separat von 24. bis 29. 2004 in Deštné v Orlických horách ausgetragen.